# Thorlaksonius carinatus
Thorlaksonius carinatus is een vlokreeftensoort uit de familie van de Pleustidae. De wetenschappelijke naam van de soort is voor het eerst geldig gepubliceerd in 1994 door Bousfield & Hendrycks.